# سعيد بن علي بن وهف القحطاني
سعيد بن علي بن وهف القحطاني صاحب كتاب حصن المسلم، من مواليد قرية العرين من بلاد قحطان سنة 1371 هـ، وهو إمام مسجد سعودي، بلغ مجموع مؤلفاته قرابة الثمانين مؤلفا أبرزها كتاب حصن المسلم، وهو من أهم مؤلفاته. توفي يوم الإثنين 21 محرم 1440 هـ الموافق 1 أكتوبر 2018.

## نشأته
نشأ القحطاني بالبادية ورعى الغنم، ثم بدأ بالدراسة وعمره خمسة عشر عامًا حيث دخل مدرسة العرين الابتدائية وواصل الدراسة حتى حصل على شهادة الثانوية من مدرسة الملك عبد العزيز بالرياض عام 1400 هـ، ثم درس بجامعة الإمام محمد بن سعود الإسلامية وحصل على شهادة البكالوريوس في 1404 هـ. وحصل على شهادة الماجستير عام 1412 هـ بدرجة امتياز مع مرتبة الشرف الأولى والرسالة بعنوان: "الحكمة في الدعوة إلى الله تعالى"، وحصل على شهادة الدكتوراه سنة 1419 هـ بدرجة امتياز مع مرتبة الشرف الأولى والرسالة بعنوان: "فقه الدعوة في صحيح الإمام البخاري". وحصل على ثلاثة إجازات في القرآن الكريم. وقابل الشيخ عبد العزيز بن باز وتتلمذ على يده منذ تخرجه من الثانوية عام 1400 هـ حتى وفاة الشيخ في 1420 هـ، ودرس على يده الكتب الستة ومسند الإمام أحمد وموطأ الإمام مالك وسنن الدارمي وتفسير ابن كثير ونخبة الفكر والأصول الثلاثة وكتاب التوحيد والعقيدة الواسطية وكثير من كتب ابن تيمية وابن القيم.

## مؤلفاته

كتاب حصن المسلم من أشهر الكتب التي تتعلق بحفظ النصوص الإسلامية في العالم العربي

من أهم مؤلفات سعيد بن علي بن وهف القحطاني:
- حصن المسلم.
- شرح حصن المسلم.
- مكفرات الذنوب والخطايا وأسباب المغفرة من الكتاب والسنة.
- شرح أسماء الله الحسنى في ضوء الكتاب والسنة.
- آفات اللسان: في ضوء الكتاب والسنة.
- الحكمة في الدعوة إلى الله تعالى.
- بر الوالدين: مفهوم، وفضائل وآداب وأحكام في ضوء الكتاب والسنة.
- صلة الأرحام: مفهوم وفضائل وآداب وأحكام في ضوء الكتاب والسنة.
- طهور المسلم: في ضوء الكتاب والسنة.
- صلاة المسافر: مفهوم وأنواع وآداب ودرجات وأحكام.
- مرشد المعتمر والحاج والزائر: في ضوء الكتاب والسنة.
- العمرة والحج والزيارة: في ضوء الكتاب والسنة.
- مناسك الحج والعمرة في الإسلام: في ضوء الكتاب والسنة.
- رمي الجمرات: في ضوء الكتاب والسنة وآثار الصحابة.
- الربا: أضراره وآثاره في ضوء الكتاب والسنة.
- زكاة الفطر: في ضوء الكتاب والسنة.
- الصيام في الإسلام: في ضوء الكتاب والسنة.
- الجهاد في سبيل الله: فضله ومراتبه وأسباب النصر على الأعداء.
- أحكام الجنائز: مفهومه، وآدابه، وفضائله في ضوء الكتاب والسنة.
- الاختلاط بين الرجال والنساء: مفهومه، وأنواعه، وأحكامه، وأضراره في ضوء الكتاب والسنة.
- الخشوع في الصلاة: مفهومه، وفضائله، وآدابه، وأسبابه في ضوء الكتاب والسنة.
- الخُلُق الحسن في ضوء الكتاب والسنة.
- نور الإيمان وظلمات النفاق في ضوء الكتاب والسنة.
- الاعتصام بالكتاب والسنة أصل السعادة في الدنيا والآخرة.
- أنواع الصبر ومجالاته.
- إجابة النداء.
- إظهار الحق والصواب في حكم الحجاب.
- من أحكام سورة المائدة.
- نور السنة وظلمات البدعة.[5]

## أسرته
والده هو علي بن وهف القحطاني ولديه عشرة أبناء: الشيخ سعيد، وحسين، والدكتور سعد (لغة انجليزية)، والشيخ عبد الله (علوم شرعية)، وهادي (علم اجتماع)، والأستاذ وهف (إدارة تربوية)، والمهندس سلمان (هندسة حاسب آلي)، والنقيب محمد، والملازم عايض، والنقيب عوض، وجميعهم يسكنون مدينة الرياض.

## وفاته
توفي الشيخ سعيد بن علي بن وهف القحطاني فجر يوم الإثنين 1 أكتوبر 2018، وشيعت جنازته في اليوم نفسِه من مسجد الراجحي بالرياض.

## وصلات ومواقع خارجية
- صفحة الشيخ على موقع طريق الإسلام
- كتب إلكترونية مجانية من الموقع الرسمي الشيخ سعيد بن الوهف القحطاني لل
- ترجمة كتاب حصن المسلم